# Muscle of Love
Muscle of Love ist das siebte Studioalbum der Band Alice Cooper. Es erschien am 20. November 1973.

## Hintergrund
Das Album wurde nicht von Bob Ezrin produziert. Er fehlte offiziell aus gesundheitlichen Gründen, hatte sich jedoch mit der Band zerstritten. Auch Glen Buxton fehlte, war aber auf dem Album als Lead-Gitarrist genannt. Dick Wagner und andere sprangen bei den Aufnahmen ein. Dennis Dunaway bemerkte, dass auf dem Produktionsprozess eine Art "Schatten" lag und die unbeschwerten Tage vorbei gewesen seien.
Das Lied Man with the Golden Gun sollte ein Beitrag zum nächsten James Bond Film werden, wurde jedoch nicht berücksichtigt, da bereits Lulu den Zuschlag erhalten hatte.
Liza Minnelli, Ronnie Spector und die Pointer Sisters brachten unter anderem bei Workin Up a Sweat und Teenage Lament '74 Backgroundgesang ein.
Das Albumdesign enthielt in der Vinyl-Version einige Gimmicks. Die Umverpackung aus Karton gab dem Album einen durchnässten, ramponierten Look. Auf dem eigentlichen Cover sind die Bandmitglieder zu sehen, wie sie als Matrosen verkleidet einen Club besuchen. Die Rückseite gibt zu erkennen, dass das vom Club beworbene Nackt-Wrestling gegen einen großen Affen mit Perücke war, der die Bandmitglieder verprügelt hatte.
Im Juli 2025 veröffentlichte die Alice-Cooper-Band das Album The Revenge of Alice Cooper.

## Singleauskopplungen
Am 18. November 1973 wurde das Lied Teenage Lament ’74 als Single veröffentlicht. Die Single erschien weltweit in verschiedenen Ausführungen, so beinhaltet sie in den Vereinigten Staaten und dem Vereinigten Königreich die B-Seite Hard Hearted Alice, in einigen europäischen Ländern das Stück Working Up a Sweat oder in Japan das Lied Woman Machine. Die Single avancierte unter anderem in Deutschland, den Vereinigten Staaten und dem Vereinigten Königreich zum Charthit.

## Titelliste
Seite 1
1. Big Apple Dreamin' (Hippo) (Cooper, Buxton, Bruce, Dunaway, Smith) – 5:10
2. Never Been Sold Before (Cooper, Buxton, Bruce, Dunaway, Smith) – 4:28
3. Hard Hearted Alice (Cooper, Bruce) – 4:53
4. Crazy Little Child (Cooper, Bruce) – 5:03

Seite 2
1. Working Up a Sweat (Cooper, Bruce) – 3:32
2. Muscle of Love (Cooper, Bruce) – 3:45
3. Man with the Golden Gun (Cooper, Buxton, Bruce, Dunaway, Smith) – 4:12
4. Teenage Lament ’74 (Cooper, Smith) – 3:54
5. Woman Machine (Cooper, Buxton, Bruce, Dunaway, Smith) – 4:31

## Rezeption

### Rezensionen
Die Kritiken fielen gemischt und eher negativ aus. Vor allem im Vergleich zum Vorgängeralbum Billion Dollar Babies, das kommerziell ein Hit war und gute Kritiken erhielt, fiel Muscle of Love qualitativ ab.

### Chartplatzierungen
| ChartsChartplatzierungen       | Höchstplatzierung | Wochen |
| ------------------------------ | ----------------- | ------ |
| Vereinigtes Königreich (OCC)   | 34 (4 Wo.)        | 4      |
| Vereinigte Staaten (Billboard) | 10 (21 Wo.)       | 21     |

### Auszeichnungen für Musikverkäufe
| Land/Region               | Auszeichnungen für Musikverkäufe (Land/Region, Auszeichnung, Verkäufe) | Verkäufe |
| ------------------------- | ---------------------------------------------------------------------- | -------- |
| Vereinigte Staaten (RIAA) | Gold                                                                   | 500.000  |
| Insgesamt                 | 1× Gold ·                                                              | 500.000  |